# Cantone di Hondschoote
Il Cantone di Hondschoote era una divisione amministrativa dell'arrondissement di Dunkerque.
È stato soppresso a seguito della riforma complessiva dei cantoni del 2014, che è entrata in vigore con le elezioni dipartimentali del 2015.
Comprendeva i comuni di:
- Bambecque
- Ghyvelde
- Hondschoote
- Killem
- Les Moëres
- Oost-Cappel
- Rexpoëde
- Warhem